# Vrouwenmantel
Vrouwenmantel (Alchemilla) is een geslacht van circa duizend soorten vaste kruidachtige en struikvormige planten uit de rozenfamilie (Rosaceae), dat voornamelijk voorkomt in Europa en Azië met een paar soorten in de bergachtige gebieden in Afrika, Noord- en Zuid-Amerika.
Vrouwenmantels groeien op verstoorde en min of meer vochtige plaatsen, zoals boskanten, natte graslanden en wegbermen.
De verschillende soorten onderscheiden zich met name in het verschil van de beharing en de organen.

## Soorten
In Nederland en België komen de volgende soorten voor:
- Bergvrouwenmantel (Alchemilla monticola)
- Dwergvrouwenmantel (Alchemilla erythropoda)
- Fijnstengelige vrouwenmantel (Alchemilla filicaulis)
- Fraaie vrouwenmantel (Alchemilla mollis)
- Geelgroene vrouwenmantel (Alchemilla xanthochlora)
- Geplooide vrouwenmantel (Alchemilla subcrenata)
- Kale vrouwenmantel (Alchemilla glabra)
- Slanke vrouwenmantel (Alchemilla micans)
- Spitslobbige vrouwenmantel (Alchemilla vulgaris)

## Folklore
Vrouwenmantel heeft in de volksmond allerlei namen gekregen, onder meer: mariakruid, hemelwater, onze-lieve-vrouwenmantel, leeuwenpoot, kindje-op-moeders-schoot. De naam “vrouwenmantel” zou verband houden met de alchemie: alchemisten zouden met het blad van de plant dauwdruppels opvangen om daarmee een levenselixir te brouwen. Andere bronnen verwijzen naar de gelijkenis tussen het blad en de jassen die vrouwen in de middeleeuwen droegen. 

## Kruidengeneeskunde
In de kruidengeneeskunde wordt vrouwenmantel gebruikt voor allerlei vrouwenklachten.
... · 
A. erythropoda (Dwergvrouwenmantel) · 
A. filicaulis (Fijnstengelige vrouwenmantel) · 
A. glabra (Kale vrouwenmantel) · 
A. micans (Slanke vrouwenmantel) · 
A. mollis (Fraaie vrouwenmantel) · 
A. monticola (Bergvrouwenmantel) · 
A. subcrenata (Geplooide vrouwenmantel) · 
A. vulgaris (Spitslobbige vrouwenmantel) · 
A. xanthochlora (Geelgroene vrouwenmantel) · 
...
... · 
Acaena (stekelnootje) · 
Adenostoma · 
Agrimonia (agrimonie) · 
Alchemilla (vrouwenmantel) · 
Amelanchier (krentenboompje) · 
Aphanes (leeuwenklauw) · 
Aronia (appelbes) · 
Aruncus · 
Comarum · 
Cotoneaster (dwergmispel) · 
Crataegus (meidoorn) · 
Cydonia (kweepeer) · 
Dryas · 
Eriobotrya · 
Filipendula (spirea) · 
Fragaria (aardbei) · 
Geum (nagelkruid) · 
Hagenia · 
Kerria (ranonkelstruik) · 
Malus (appel) · 
Mespilus · 
Potentilla (ganzerik) · 
Prunus · 
Pyracantha 
Pyrus (peer) · 
Rosa (roos) · 
Rubus (braam) · 
Sanguisorba (pimpernel) · 
Sorbaria · 
Sorbus (lijsterbes) · 
...